# Анна фон Йотинген-Йотинген
Вижте пояснителната страница за други личности с името Анна фон Йотинген.
Анна фон Йотинген-Йотинген (на немски: Anna von Oettingen-Oettingen; † 19 април 1549, Хилберхаузен (днес в Нидераула, Хесен) е графиня от Йотинген-Йотинген в Швабия, Бавария, и чрез женитба фрайхерин на Шварценберг-Хоенландсберг.

## Живот
Тя е дъщеря на граф Лудвиг XV фон Йотинген-Йотинген (1486 – 1557) и съпругата му графиня Мария Салома фон Хоенцолерн (1488 – 1548), дъщеря на граф Айтел Фридрих II фон Хоенцолерн (1452 – 1512) и Магдалена фон Бранденбург (1460 – 1496), дъщеря на маркграф Фридрих Младши фон Бранденбург.
Анна се омъжва на 15 март/8 април 1537 г. за фрайхер Фридрих фон Шварценберг (19 септември 1498 – 12 септември 1561), вторият син на Йохан фон Шварценберг, господар на Васендорф (1463 – 1528), и съпругата му Кунигунда фон Ринек (1469 – 1502). Тя е третата му съпруга. Нейната сестра Мария Якобина фон Йотинген-Йотинген (1525 – 1575) се омъжва през 1560 г. за граф Йохан III фон Шварценберг († 1588), син от първия брак на нейния съпруг Фридрих фон Шварценберг с графиня Ванделбурга фон Хелфенщайн (1509 – 1528).
Анна фон Йотинген умира на 19 април 1549 г. в Хилберхаузен (днес в Нидераула, Хесен) и е погребана там.

## Деца
Анна и граф Фридрих фон Шварценберг имат шест деца:
- Албрехт фон Шварценберг (* 29 януари 1539; † 30 ноември 1563, убит при Ищад)
- Фридрих II фон Шварценберг (* 28 април 1540; † 19 януари 1570), граф на Шварценберг-Хоенландсберг, женен на 1 март 1568 г. в Гера за Сабина фон Ройс-Плауен (* 1532; † 14 юни 1619), дъщеря на Хайнрих XIV Ройс цу Грайц-Кранихфелд († 1572) и Барбара фон Меч (1507 – 1580), няма деца
- Ванделбре фон Шварценберг и Хоенландсберг (* 29 декември 1541; † март 1542)
- Мария Салома фон Шварценберг и Хоенландсберг (* 16 февруари 1543; † 16 май 1546)
- Маргарета фон Шварценберг и Хоенландсберг (* 20 януари 1544; † 12 юни 1546)
- Хелфанд Фридрих фон Шварценберг и Хоенландсберг (* 16 май 1545; † 17 май 1545)